# 魔法戦隊マジレンジャーの魔法一覧
この項目では、特撮テレビドラマシリーズ『魔法戦隊マジレンジャー』に登場する架空の概念である「魔法」について記述する。
なお、ここでは、「魔法」を発動・応用するためのものとして描写・設定される各種アイテムなどについても記述する。

## マジレンジャーの装備・魔法

### 地上人の装備品
マージフォン
小津5兄妹（初期メンバー）が魔法を発動し、マジレンジャーに変身する際にも使用する黄金色の携帯電話型魔法ツール。他にも冥獣出現を感知する機能を持っている。上画面を展開することで魔法の杖の代わりを果たすワンドモードとなり、呪文の番号をマージフォンに入力して、決定ボタンを押すとその呪文を発動できる。また呪文は彼らが「勇気」を見せた時に、マジトピアより新しいものが転送・追加される。通常の携帯電話としても使え、いわゆる「写メ」機能も持つ。
当初、深雪がマジマザーに変身する際も5人と同じノーマルのマージフォンを使っていたが、復活した際にバージョンアップしたシルバーマージフォンに変化した。
マジスーツ
マジレンジャーの強化服。魔法変身の際に、天空聖者からの力を受けて装着される。マジトピアの繊維で作られており、それぞれのエレメントに準じた色で、天空聖者の防御魔法によりあらゆる衝撃から装着者を守る。マスクには各々のパーソナルマークでもある生物が描かれている。
- デザインでは、『ジャッカー電撃隊』以来となるマントが特徴であり、魔法を繰り出す動きを強調するために取り入れられた。

マジスティック
初期メンバー5人の共通装備である魔法ステッキ。左腰のホルダーに差して携行する。グリップ部分には各々のパーソナルマークを象ったエレメントキャップがついている。アルファベットのMの形をした刃で敵を切り裂く武器として使用する他、魔法力を高めて安定する役目も持つ。「ジー・ジジル」の呪文により、レッドのものは非常に切れ味が鋭く、炎を纏える剣型のマジスティックソード、イエローのものは鋭い雷の矢を放つクロスボウ型のマジスティックボーガン、グリーンのものは高い破壊力と切断力を持つ斧型のマジスティックアックスにそれぞれ変形する。
マジマザーも柄を伸ばしたマジスティックを使用する。深雪の消失後は魔法部屋の壁に飾られていた。
マジパンチ
Stage.14で得た「ジー・ジー・ジジル」の呪文で両手に装備する魔法グローブ。パンチ力を強化する。レッドが使用したのが初で、後にイエローとピンクも使用している。
マジカルクロス
ブルーとピンクが劇場版で使用した、布状の武器。両腕で持ち、踊るような動きで布を振り回して敵を跳ね飛ばす。伸縮自在。二人でこれを投げつけて敵数体を絡め取り、「チェックメイト」のコールで爆発させるマジカルシスターズクロスバイトという技がある。
ローブ
マジトピアの魔力が込められたローブ。着用すると戦闘力以外の魔力が上昇する。
マージハット
マジュナ・マジュナを使用する際に着用する帽子。
ワンド
マジマザーとルナジェルが使用する魔法の杖。マジスティック同様に魔法力を増幅させるエレメントキャップがついている。
スカイホーキー
全長：5メートル / 全幅：1メートル / 全高：0.8メートル / 最高速度：300 km/h
初期メンバー5人が使用する、魔法の箒型の高速飛行マシン。魔法力で飛行する。普段は普通の箒の姿で魔法部屋に格納されている。機体にはそれぞれ5人のカラーが施されている。
『手裏剣戦隊ニンニンジャー』の忍びの38にも登場した。

### マジシャインの装備・魔法
グリップフォン
ヒカルの魔法発動ツールで、携帯電話と切符切り鋏が合体した形状をしている天空ケータイ。呪文の発動は、魔法力が封じ込められた魔法切符マジチケットをチェック（改札）することによって行う。Stage.25ではマジチケットのうち1枚が敵に奪われ、メーミィはこれを噛むことでチェックしてトラベリオンを呼んだ。
ゴールドグリップフォン
スペシャルDVD『大公開!黄金グリップフォンの超魔法〜ゴル・ゴール・ゴー・ゴー〜』に登場。
魔法の鎧
ヒカルがマジシャインに天空変身する際に、サンジェルの姿に戻ってから身に纏う黄金の鎧。サンジェルの全能力をアップさせるが、スピードはわずかに落ちる。
マジランプ
マジシャインの使う武器。変身前にも使用。スモーキーが封印されており、「ゴー・ルルド」の呪文で召喚する。メーミィが封印されていた際は、洞窟を守る結界のキーとなっていた。
射撃形態マジランプバスターに変化する。ダイヤル状の部分をこすることでその軌道を操れる魔法の光弾が出る。魔法力の足りない者には使いこなせない。冥府神イフリート戦では、零距離からマジランプバスターを連射するマジランプダイレクトボンバーを使用した。
スペシャルDVD『大公開!黄金グリップフォンの超魔法〜ゴル・ゴール・ゴー・ゴー〜』では、魁シャインがマジシャインから奪ったマジランプを使用して、相手をランプに吸い込むプチデストラクションファイヤーを使用した。
『轟轟戦隊ボウケンジャーVSスーパー戦隊』にて、アクセルラーで測定された際のハザードレベルは285。
デュエルボンドソード
サンジェル、マジシャインが両方の姿で使う西洋剣。本編では名称は未呼称。本来は、マジトピアの剣の決闘デュエルボンドで使用される剣である。その刀身には魔法から使用者を守る力があるらしく、それが持ち主を救ったことがある。使用頻度は低い。
魔法ジュータン スカーペット
ヒカルの移動手段である空飛ぶ絨毯。意思を持つ。最高速度は時速400キロメートル。
スモーキー・シャイニング・アタック
マジランプバスターを使った必殺技。「ルーマ・ゴー・ゴジカ」の呪文を唱え、ランプのダイヤルを7回以上こすって引き金を引くと、ランプからスモーキーが弾丸のように飛び出し敵を粉砕する。スモーキーにとっては、相当疲れる攻撃らしい。Stage.26ではブルーがマジランプを借りて、新しく得た「ジルマ・ジー・マジカ」の呪文でスモーキー・ブルーシャイニングアタックを放ち、冥獣人ハーピー ピーウィーを倒した。
ゴール・ゴル・ゴルディーロ
マジシャインへと変身するための呪文。
ゴール・ゴル・ゴジカ
麗のキスによってカエル化の呪いを解除されたヒカルが、元の姿に戻るために使用した呪文。
ゴー・ゴル・ゴジカ
マジチケットとグリップフォンで、光の攻撃魔法を放つ呪文。
ゴー・ルルド
マジランプを手元に召喚する呪文。
ルーマ・ゴルディーロ
対象者に変化を与える呪文。スモーキーへのお仕置きとしてマジランプを衝撃波で飛び回らせたり、Stage.21で5人に「自分力」の授業を行う際、5人を原始人姿に変えた。5人を元の服に戻した呪文は「ルルド」。
ゴルド
魔法解除の呪文。授業のための魔法の箱庭空間から、全員で魔法部屋に戻る際に使用した。
ルーマ・ゴルド
Stage.22で初使用。マジチケットを介して相手と額を合わせ、相手の記憶を読み取る呪文。
ゴンガ・ゴー・ルジュナ
魔法の効果を一時的に停止させる呪文。呪いや病気などの悪化を防ぐこともでき、禁呪であるリバースを使った呪いで翼に流れ込んだ時間の渦の広がりを一時的に止めた他、蒔人に取り付いた冥菌獣モールドの増殖を止めた。
ゴー・ゴジカ
Stage.26の回想シーンで使用した呪文。消滅の箱の呪いにやられたスモーキーを助けるために、マジランプに封じ込めた。
ルーマ・ルジュナ・ゴルディーロ
Stage.31で得た、レジェンドパワーを調整する呪文。以後、マジレンジャーはレジェンドパワーを使用しても、身体に異変が起きる前に変身が解除されるようになった。
ルジュナ
Stage.43で使用した呪文。冥府神トードの作り出したカエルに埋もれて気絶した麗を助けるために、カエルを消した。

### ウルザードファイヤーの装備・魔法
ファイヤーウーザフォン
勇がウルザードファイヤーに変身する際に使用する、真紅のウーザフォン。
雑誌でファイヤーウーザフォンがプレゼントされた際は、ウーザフォンとの区別のためにウーザフォンウルザードファイヤーVerと呼称された。
ゴール・ゴル・ゴル・ゴルディーロ
ウルザードファイヤーへと変身するための呪文。
ルルド・ゴルディーロ
魔法部屋を結婚式場に変える呪文。Stage.47で麗とヒカルの結婚式を行うために勇が使用。
フェイタル・ブレイド
戦士として最大の戦いに際し自分にある伝説の力を確かめ、さらなる奇跡を呼び込むための、二刀流の型。Stage.48で魁に伝授した。放つ際はウルサーベルとブレイジェルの時に使用している剣を使う。
ブレイジングシュート
盾を展開させ、赤い光弾を放つ。Stage.48でン・マに使用したが、投げ返された。

### 地上世界の魔法
地上世界の人間が魔法を使うには、天空聖者と何らかの契約を交わさねばならない。そのため、同じ発音の呪文でも個々の契約者によって用途は異なる。
原則としてその魔力は天空聖者よりも下回るが、修行・心の絆などにより魔力が向上した場合別記の天空聖者となる。5兄妹は後半、魔力が上昇し続け天空聖者レベルまで能力が向上したため、彼らオリジナルの魔法を習得した。5兄妹を始め敵を倒した際、「チェックメイト」の発声と共に指を鳴らすことが多い。
呪文の詠唱は、マージフォンに特定の番号を入力することでなされる。
マージ・マジ・マジーロ（106）
小津5兄妹および小津深雪がマジレンジャーに魔法変身する際に入力する呪文。省略されることも多いが変身時のかけ声は「天空聖者よ、我（我ら）に魔法の力を!魔法変身!マージ・マジ・マジーロ!」。
「マジーネ」の呪文で変身を解除する。
マージ・マジ・マジカ（107）
マジレンジャーからさらにマジマジンへと魔法大変身する時の呪文。マジマザーはマジマジンにはならず、巨大化する。
マージ・ジルマ・ジンガ（125）
マジフェニックス以外のマジマジンが魔竜合体し、魔竜・マジドラゴンになる時の呪文。
マージ・ジルマ・マジ・ジンガ（1205）
5体のマジマジンまたはマジフェニックスとマジドラゴンが魔神合体し、魔神の王・マジキングとなる呪文。マジレンジャーの姿でこの呪文を入力すると一気にマジマジン→合体してマジキングとなることも可能らしい。
マージ・マジ・マジ・マジーロ（1006）
天空大聖者・スノウジェルより授かった呪文。「超魔法変身、マージ・マジ・マジ・マジーロ」と唱えると、レジェンドマジレンジャーへと変身する。

マジレッド
主な魔法は錬成魔法。
ジルマ・マジーロ（26）
赤の魔法使いの特殊魔法。物質の元素を組み替え、等価変換で別の物質を作る。コンクリートを鏡に、地面を壁に、自動車やパラソルをクッションに、ランドセルをロケットに、花瓶をサッカーボールに変化させるなどの使用法の他、ボトルシップを完成させたり、バリキオンに刺さった呪いの矢を取り去ったり、冥獣人インキュバス ベルビレジに奪われた人々の魂を球体に変えるという使用法も見せた。
オーバーヘッドキック
練成魔法でゾビルをサッカーボールに変え、それをシュートして攻撃する。本編では技名は未呼称。
レッドファイヤー
「マジ・マジカ」の呪文で全身を炎に包んで火の鳥となって敵に突撃する必殺技。バリエーションとして、ピンクの変身した大砲から飛び出して炎を込めたマジスティックソードで斬りかかるレッドファイヤークラッシュ、Stage.17で得た「マジ・マジ・マジカ」の呪文で火の鳥と化して体当たりする強化版レッドファイヤーフェニックス、「マジ・マジ・マジカ」の呪文を唱えて足を炎に包んで飛び回し蹴りを放つレッドファイヤーシュート（劇場版で使用）、マジパンチを装着して「マジ・マジ・マジカ」の呪文を唱えてから放つレッドファイヤースクリューアタック、「マジ・マジ・マジ・マジカ」の呪文を唱えてから敵に魔法陣を放って動きを封じ、炎の回転かかと落としを決める超強化版レッドファイヤーミラクルフィニッシュなどがある。
『轟轟戦隊ボウケンジャーVSスーパー戦隊』でマジレッドの姿に変身したアカレッドや、『海賊戦隊ゴーカイジャー』第3話でマジレッドに豪快チェンジしたゴーカイレッドもレッドファイヤーフェニックスを使用した。
エアリアルクラッシュ
錬成魔法で出現させた空中ブランコを用いて急降下し、敵を切り裂く技。
ファイヤースクリューアッパー
マジパンチを装着し、炎をまとった拳を高速回転させて敵の顎にアッパーカットを食らわす。冥獣グールを倒した。Stage.18ではマジパンチを装着して「ジー・マジカ」の呪文で拳に炎をまとい、敵に突進してパンチを繰り出すファイヤーストレートを使用したが、ウルザードに破られた。
ブレイジング・ストーム
Stage.33で得た「マージ・ゴル・マジカ」の呪文で炎の竜巻を吹き上げ、燃え上がった炎の渦で周辺を焼き尽くす。本来は父ブレイジェルの必殺技であり、父を思う気持ちにより、レッドも使えるようになった。
フェイタル・ブレイド
マジトピアに伝わる極意の1つで、究極の勇気を持つものだけが放つことが可能な奇跡を呼び込むとされている二刀流の構え。父ブレイジェルから伝授され、絶対神ン・マとの最終決戦でダイヤルロッドとマジスティックソードを用いて使用、大ダメージを与えた。
ジルマ・マジ・マジーロ（206）
Stage.25で得た、闇の魔法を解除して元に戻す呪文。冥獣人シーフ ガストンが人々から盗んだ「大切なもの」でメーミィが作った「大事ダイナマイト」を元の物に戻して持ち主に返した。
マジーネ・マジ・マジカ（407）
劇場版で使用した呪文。白馬形態のユニゴルオンが光球を放ち、それをレッドがサッカーのようにシュートし、光球を爆発させて周囲を光の空間で包んで、敵に捕らえられた山崎由佳を救出した。

マジイエロー
主な魔法は魔法薬調合。
ジンガ・マジーロ（56）
黄色の魔法使いの特殊魔法。魔法薬を調合し、魔法の秘薬を作り出す。
魔法薬
めざましき目覚まし薬
Stage.7で登場。眠ったまま夢の中から帰ってこなくなった魁の目を覚まさせるために作った丸薬。材料は「ナイスな歌を聞かせながら育てたバナナ」「汚れた水の中の汚れていないところ1リットル」「蜜を集めないはずの女王蜂がなぜか集めた幻の蜂蜜」「起こしたい人の髪の毛」。だが実はこれは、「人の夢の中へ入れる薬」であり、翼が飲んで、命懸けで魁の夢に飛び込むことになった。
スピードアップ薬
Stage.7で登場。上記の薬を作ろうとして偶然できた失敗作。噴霧して使う。冥獣ファンガスのモタモタ胞子で動きを遅くされた際に使用して元の速さに戻り、その後のゾビル戦でもブルーとピンクが使用して敵を翻弄した。
吸血鬼用眠り薬
Stage.12で登場。バンキュリアに血を吸われ吸血鬼にされた芳香に使用した眠り薬。黄色い液体で、噴霧して使う。
暁の結晶
Stage.12で登場。朝、最初に差し込む光を結晶化させたもの。クイーン・バンパイアが苦手とするもので、黄色の魔法使いだけが作ることができる。マジスティックボーガンの鏃として使用、バンキュリアに大ダメージを与えた。だがStage.16で使用した時には克服されていた。
骨のある骨治し薬
翼が冥獣グールとのボクシング対決で拳を砕かれ、回復を早めるために使った塗り薬。
思いやりある思い出し薬
リン＝天空聖者ルナジェルの記憶を取り戻させるために作った魔法薬。苦くないらしい。
逞しき匠の技を託す薬
Stage.23で登場。手にかけると、特定の職業の、優れた技術が身に付く薬。魔法でピアノを弾く授業のために音楽家の技を身に付けた他、魔法辞典の鎖を外すために鍵師の技を身に付けた。
嫌みのない癒し薬
緑色の飲み薬。Stage.29で芳香以外の4人が、Stage.30でヒカルが使用。
気づかず治る傷治し薬
Stage.37で使用した塗り薬。魁の足の傷を手当てする際に使用、約2時間30分で傷を治した。
イエローサンダー
「ジー・ジジル」の呪文により、マジスティックボーガンから雷撃を放つ。劇場版では、スカイホーキーに乗ってその場で回転、周囲に雷撃矢をばら撒くローリングイエローサンダーを使用した。
ジジル
落雷を呼ぶ呪文。冥獣コカトリスを怯ませて退却するために使用した他、Stage.12とStage.19では攻撃のために使用。
流星マジパンチ
Stage.23で使用。翼のボクサー時代の得意技である流星パンチを応用した技。マジパンチを装着して敵めがけてジャンプ、回転降下しながらパンチを放つ。
リバースの魔法
「マジーネ・マジ」と唱えた後、「ロージ・マネージ・マジ・ママルジ」の呪文で時間を巻き戻す。人の運命を狂わせ、歴史すら変えてしまう危険性を孕んでいるため、天空聖者クロノジェルが禁呪と定めた。使用すると使用者の体に闇の渦が出現し、全ての時間が流れ込んでしまう。この呪いを解くには、マルデヨーナ世界の「クロノジェルの思いを宿せし山」にある「許しの杖」で、闇の渦を逆方向にかき回すしかない。許しの杖を抜いて使用するには、その者が瀕死のダメージを負わなければならないが、「クロノジェルの思いを宿せし山」を破壊するとたやすく抜くことができる。Stage.23で冥獣人インキュバス ベルビレジに魂を盗まれた人々を救う方法を求め、歴史を変えないように巻き戻して「見る」だけの使い方で使用。
ジルマ・ジルマ・ゴンガ
Stage.44で得た、あらゆるものを1つにまとめる呪文。光の粒となって大気を漂っていた深雪を元に戻した。

マジブルー
主な魔法は占い魔法。
マジ・ジジル（03）
青の魔法使いの特殊魔法。水晶玉で未来の予知ができる。一見地味であるが、攻撃性魔法と違い、長期仕様を目的とする。これから起こる出来事が漠然としたイメージで見えるが、限られたことしか占えず、自分のことは占えない。Stage.35では強化版マジ・マジ・ジジルを身に付けて使用、闇のオーロラと茨に囚われた母の姿を映し出した。
ブルースプラッシュ
「ジー・マジカ」の呪文で水を自由自在に操り、水柱を発生させる。
マジカ（3）
水流を放つ呪文。Stage.20で額にカエル（正体はヒカル）が張り付いて混乱した麗が乱射した。
スモーキー・ブルー・シャイニングアタック
「ジルマ・ジー・マジカ｣の呪文で発動。マジブルーとスモーキーの信じ合う力によって、マジランプバスターから水属性のスモーキー・シャイニングアタックを撃った。
マジピンク
主な魔法は変身魔法。
マージ・マジーロ（16）
桃色の魔法使いの特殊魔法。呪文により、様々な物に変身する。「マジーネ」の呪文で元の姿に戻る。「芳香バチ」「ラジカセ」「200km/hの2連装サッカーボール発射式特訓マシン」「自動車」など、虫や物体に変身することが多いが、特定の人物に変身して惑わせることもある。虫や物体に化ける場合、どれもピンク色になる。人物に化ける場合、体のどこかにピンクのリボンを付けている。魔法でピアノを弾く授業では西洋風の音楽家に変身したが、変わったのは姿だけで、腕前は変わっていなかった。主に後方支援として使用する。
芳香ちゃん扇風機
扇風機に変身し、ピンクストームを巻き起こす。
芳香ちゃんペッパー
Stage.2で使用。コショウ瓶に変身し、コショウを撒き散らして敵にくしゃみをさせる。
芳香ちゃん大砲
大砲に変身する。ただし弾を撃てるわけではなく、仲間を発射してのコンビネーション技に繋ぐために使用する。
芳香ちゃんのれん
のれんに変身し、冥獣マンティコアの「毒たてがみの雨」の羽根手裏剣をのれんで逆に跳ね返した。
マジレンジャーボール
マジレンジャーのマークの入ったピンク色のボールに変身して敵に体当たりする。本来はマジフェアリーの技だが、等身大でも使用可能。呪文は「マージ・ジー・マジーロ」。

ピンクストーム
突風を巻き起こす。芳香ちゃん扇風機に変身して放つ場合と、「ジー・マジカ」の呪文により発動する場合がある。
ピンクストームキック
Stage.5で使用。「ジー・マジカ」の呪文で体に竜巻をまとい、ドロップキックを放つ。この竜巻は、取り押さえてくる敵を弾き飛ばすためにも使用される。
ジー・ゴル・マジュナ
Stage.45で得た、床に穴を作り出す呪文。トラベリオン内での冥府神ワイバーン戦で使用、敵の足元に穴を開けて列車外へと追放した。

マジグリーン
主な魔法は魔法植物学。
ジルマ・マジカ（27）
緑の魔法使いの特殊魔法。植物を自在に操ったり、植物と会話する。ピアノから野菜を生やしたり、枝を応援旗に変えたこともある。Stage.47では地面から土煙を発生させて目晦ましにした。
グリーングランド
マジスティックアックスに魔力を込めて大地に叩きつけ、衝撃波を放つ。「ジー・マジカ」の呪文で森のパワーをアックスに集めて放つ強化版グリーングランドボンバーは冥獣スペクターを倒した。
グリーンバインド
「ジー・マジカ」の呪文で植物の蔦を伸ばし、敵の動きを封じる。さらに「マジカ」の呪文で敵を持ち上げることも可能。
マジ・マージ（01）
Stage.21で得た呪文で筋肉が発達した筋骨隆々の姿マッスルグリーンに変身する。使用頻度は低い。
マジーネ・マジーネ（44）
Stage.27で得た、壊れてしまった物をいい状態に変える呪文。冥獣人サムライ シチジューローによって滅茶苦茶にされたアルバムや串焼きを元に戻した。『手裏剣戦隊ニンニンジャー』忍びの38では翼が天晴の忍者一番刀と八雲のステッキを元に戻した。
グリーンスピンキック
魔法で伸ばした植物の蔦につかまって高速回転しながらキックを繰り出し、周囲の敵を蹴散らす。さらに高速回転することで、竜巻のグリーングランドトルネードを引き起こせる。どちらも劇場版で使用。

マジマザー
主な魔法は精神魔法。精神離脱や自分以外の生命体に対しての治癒を得意とする。5兄妹よりも長く魔法使いの修行を積んでいるため、日用で使う補助魔法も扱える。
ジー・マジーネ（84）
敵を分子レベルまで分解する魔法。
マジ・マジュナ（09）
強烈な冷気を放ち、敵を凍りつかせて破砕する。冥府神トードの冥府ガエルを一撃で粉砕した。
ジルマ・マジュナ（29）
2種類の効果を見せた呪文。Stage.1では冥獣トロルを凍らせて砕いた。Stage.2では逃げ遅れたレッドとイエローを瞬間移動させた。
ジジル（3）
欲しい物を出現させる呪文。何もないところにケーキを出した。
マジーロ（6）
不思議現象を起こす呪文。魁以外の4人を魔法ローブ姿に変えた。
マジュナ（9）
物体を消し去る呪文。冥獣トロルが投げた車を消滅させた。
マージ・マジ・マジーネ（104）
心を遠くへ飛ばす、精神分離魔法。Stage.45でインフェルシアにいるブレイジェルを探すために使用。
魔法力注入
Stage.46で使用。自らの魔法力を相手に注入して傷を癒すが、注入しすぎると自分の命に関わる。マージ・マジ・マジーネで幽体離脱した状態で、瀕死のブレイジェルに対して使用。

### 共通魔法
マジカ
エレメントパワーを開放する魔法。
Stage.1では、深雪がポットを浮かせ、カップに紅茶を注いだ。
Stage.19で翼が、Stage.30で麗が光を灯らせるために使用する。
マージ・マジュナ（19）
瞬間移動ができる呪文。ただし、使用者の魔法力が弱いと行き先を選べない。Stage.5のエンディングで身に付け、魁が試しに使用したが、どこへ飛ばされたのかは不明。
マジュナ・マジュナ（99）
一定時間、姿を消す呪文。鏡に姿が映るのが弱点。Stage.8では麗が変身前の姿で、マージハットとローブを着用して使用したが、マージハットが脱げると解けてしまった。Stage.37・38では冥府神サイクロプスから逃れるために変身後の姿で使用したが、敵の赤外線スコープは誤魔化せなかった。
ジルマ・マジ・マジーネ（204）
Stage.10で得た、闇の力を浄化する呪文。Stage.10では初期メンバー5人がマジキングの中から使用、サボテンに憑依した冥獣スペクターを追い出した。Stage.28では翼が冥獣人セイレーン ネリエスに取り込まれた間宮レイの魂を解放するために使用したが通じず、新しく得た強化版の「ジルマ・マジ・マジ・マジーネ」によって解放することができた。
マジーロ・マジカ（07）
Stage.11で得た、感覚を鋭くする呪文。臭いを見ることも、色を聞くことも可能になる。Stage.11で芳香が、Stage.23で翼が、Stage.44では初期メンバーが使用。
ジンガ（7）
物質と物質を結びつける融合魔法。Stage.21でのヒカルの授業で、魔法のセンスを磨く訓練のために使われた。飛び回る魔法のホウキにリボンを結ぼうとした結果、魁は成功、蒔人は失敗、他の3人は変な結び方になった。
マジュナ・ジルマ（92）
Stage.39で得た、相手のバランスを崩して転ばせる呪文。魁と芳香が冥府神ゴーゴンに使用。
マジーネ・ルルド
飲み込まれた物を取り戻す呪文。Stage.40で得てレッドとピンクが使用、冥府神ゴーゴンに飲み込まれた仲間4人を救出した。Final Stageではレッドが使用、ン・マの食べた時間を吐き出させた。

### 協力魔法
マジカルカーテン
Stage.13で得た「ジンガ・マジュナ」の呪文で前方にカーテン状の防御フィールドを作り、敵の攻撃を防ぐ。ただし後ろからの攻撃は防げない。Stage.13、Stage.31、Stage.37、Stage.44、Final Stageで使用した他、Stage.40では冥府神ゴーゴンに飲み込まれた翼、麗、蒔人、ヒカルの4人が、敵の胃液で消化されるのを防ぎつつ魁と芳香の2人の助けを待つために使用。
Final Stageでは「ジンガ・ゴル・マジュナ」の呪文で強化マジカルカーテンを発動し、8人でン・マの攻撃をかわした。
マジトラベリング
レッドが錬成魔法で土の中から作り出した空中ブランコに乗ってのイエローのマジスティックボーガン連射→ブルーとピンクの同時キック→グリーンが繋いでのレッドの剣撃という連続技を決める。Stage.3でハイゾビルを倒した。
トゥインクルイリュージョン
ブルーとピンクの合同技。Stage.8で得た「ジー・ジー・ジジル」の呪文でチアリーダーのポンポンを出現させ、チアリーディングアクションで敵を翻弄した後、敵を吹き飛ばす。冥獣マンティコアを倒した。
マジカルシスターズおしおきストーム
翼が調合したスピードアップの薬をブルーとピンクが使用、並んで空中を回転滑空しながら、そのまま両手を交差させたチョップをしながら敵の中を駆け抜けていく。Stage.7のゾビル戦で使用。
ファイブファンタスティックキック
空中回転から初期メンバー5人同時に跳び蹴りを決める。複数回に渡って使用され続け、Stage.9の冥獣トロル戦では決め技となった。
マジスピントルネード
初期メンバー5人が敵の周りを囲んで、マントをなびかせて回転させ、発生させた竜巻で中心にいる敵を回転させてダメージを与える。敵はやがて空中に放り出されて地面に叩き付けられる。冥獣リーチにダメージを与えた。
マジクロスブーメラン
ピンク以外の4人が円陣を組んでからマジスティックの柄が中心となるようにマジスティックを十字に組み、マジスティックを光の十字手裏剣のように飛ばす。Stage.12でバンキュリアを一度は倒した。
ハッピーウエディングボンバー
大砲に変身したピンクから撃ち出されたグリーンがマジスティックアックスでの突きを決める。冥獣スケルトンに使用。
マジカルパワー・エアリアル
マッスルグリーンとなったグリーンが妹弟を敵に向かって投げつけ、投げられた4人が連続攻撃を仕掛けた後、4人が敵を抱え上げてグリーンに投げつけ、グリーンのパンチを決める連続技。冥獣人ベヒモス ベルダンに使用。
マジカルタワー
Stage.22で得た「マージ・ジルマ・マジーロ」の呪文で5人が塔をつくり、最上部にいるメンバーに魔法力をチャージして敵を攻撃する。冥獣人ニンジャ キリカゲに使用。ピンクを最上部にして使用し、巨大な刀と化して攻撃することで大ダメージを与えた。
ライトニングスピードアタック
5人で高速走行しながら敵に連続体当たりを仕掛ける。Stage.24での冥獣人インキュバス ベルビレジ、冥獣スパイダー戦で使用。
マジエアリアルスラッシュ
イエロー以外の4人がマジスティックで踏み台を作り、そこからイエローが大ジャンプしてマジスティックで敵にダメージを与える。4人の魔法力が加わり、マジスティックの切れ味は5倍以上となる。冥獣スパイダーを倒した。
ワンダフルシャイニングスター
スモーキーシャイニングアタックと、イエロー以外の4人のマジスティックから放つ魔法弾を一体化させた巨大な魔法弾を敵にぶつける。冥獣人セイレーン ネリエスを倒した。
エアリアルアタック
初期メンバー5人で敵の周囲を回転ジャンプしながら連続で攻撃する。冥獣人イエティ ズィーに使用したが、破られた。
ファイブ・ファンタスティック・エアリアル
「マジ・マジュール・ゴゴール・ジンガジン」の呪文で、最大限に高めた5人のエレメントの力を一つに合わせた魔法陣を放つ究極の必殺技。冥府神スレイプニルを倒した。
『仮面ライダー×スーパー戦隊 スーパーヒーロー大戦』ではマジスティックで敵を魔法陣に封じ込める技になっていた。
無限の魔法力
「マージ・マジ・マジェンド」の呪文により、魔法家族8人で放つ、最強最大の魔法。全員の心を合わせ、無限の魔法力を相手に放出する。ン・マもそれを食らい尽くすことはできず、最期を迎えた。
ファイブファンタスティックファイヤー
劇場版で使用した合体技。5人でジャンプ、中央のレッドがキック、他の4人は腕を横にした態勢で、全員で火の鳥と化して敵に突っ込む。グルームに大ダメージを与えた。

### レジェンドマジレンジャー
天空聖者スノウジェルに勇気を認められたことにより小津5兄妹が手に入れた、伝説の魔法使いを思い起こさせるパワーアップ形態。
呪文「超魔法変身・マージ・マジ・マジ・マジーロ」により変身し、マントがなくなる代わりに胸にレジェンドアーマー、胸や脚に黄金のプロテクター、マスク外縁部に各々のゴーグルの形状をアレンジしたフィン状のパーツが装着される。
マージフォンの起源といわれる魔法聖杖ダイヤルロッドを操る。乱用すると、変身後にレジェンドパワーが暴走し始め、最後には天空聖者と化して人間としての記憶をなくす恐れがあるとされるが、ヒカル（＝サンジェル）がレジェンドパワーを制限する呪文「ルーマ・ルジュナ・ゴルディーロ」を取得したことで、5兄妹が天空聖者になる危険性は解消された。
呪文の詠唱は、ダイヤルロッドに特定の番号を入力することでなされる。
マージ・ゴル・マジュール（3）
レジェンドマジレッドがマジファイヤーバードに魔法変身する呪文。
マージ・ジルマ・ゴル・ゴゴール（4）
レジェンドマジレッド以外の4人がマジライオンに魔獣合体する呪文。
マージ・ジルマ・ゴル・ジンガジン（5）
マジファイヤーバードとマジライオンがマジレジェンドに伝説合神する呪文。

魔法聖杖ダイヤルロッド
レジェンドマジレンジャー5人の共通装備で杖とダイヤル式電話が合体した形態をしており、ヒカル曰く「原始のマージフォン」。デザインはマジファイヤーバードとマジライオンを模っている。
ダイヤルを回すことで、強力な「原始の魔法」を使用することができる。「1」で個々のエレメント属性に基づく原始魔法を放つマジボルトが使用可能。「2」で必殺技レジェンドフィニッシュが使用可能。「3」でレッドがマジファイヤーバードに超魔法大変身する。「4」でレッド以外の4人がマジライオンに魔獣合体する。「5」でマジファイヤーバードとマジライオンが伝説合神してマジレジェンドになる。
イエローのものは、Stage.38で得た「ゴー・マジーロ」の呪文でダイヤルロッドボーガンに変形する。Final Stageではマジレッドがレジェンド化せずにマジスティックソードとダイヤルロッドの2本でフェイタル・ブレイドを発動している。

#### 個人の魔法
レジェンドマジレッド
マジボルト
通常時のエレメント攻撃より数倍の威力を持つ業火を放つ。
レジェンドファイヤー
より強力な火炎放射。
レジェンドファイヤースラッシュ
ダイヤルロッドに炎エネルギーを込めて斬りつける。

レジェンドマジイエロー
マジボルト
無数の雷撃を至近距離から発生させる。
レジェンドサンダー
強力な落雷を引き起こす。
レジェンドサンダークラッシュ
ダイヤルロッドに電撃エネルギーを込めてジャンプ斬りを放つ。

レジェンドマジブルー
マジボルト
大波を発生させて相手を飲み込む。
レジェンドスプラッシュ
津波級の強力な水流波。
ファンタスティックスプラッシュ
Stage.36で得た「マージ・ゴル・ゴジカ」の呪文で発動するマジボルトよりも強力な水流。
水のドリル
Stage.43で得た「マジ・マジ・ゴジカ」の呪文で、水流をドリル状にして敵を貫く。

レジェンドマジピンク
マジボルト
竜巻を超える突風を起こす。
レジェンドストーム
強力なつむじ風を引き起こす。

レジェンドマジグリーン
マジボルト
無数の巨大な岩で相手を押しつぶす。
レジェンドグランド
大量の岩石弾を飛ばす。
ロックアーマー
Stage.37で得た「ゴル・マージ」の呪文で大地のプロテクターを装着する。

#### 協力魔法（レジェンド）
レジェンドスプラッシュストーム
ブルーのレジェンドスプラッシュとピンクのレジェンドストームを同時に放つ。Stage.32でのウルザード戦で使用したが、ドーザ・ウジュラで防がれた。
レジェンドフィニッシュ
ダイヤルロッドの「2」をダイヤルして「ジー・ゴル・マジボルト」の呪文を詠唱しつつダイヤルロッドの石突部分を星型に合わせることにより、5人の魔法力をスパークさせ、超強力なエレメントパワーを放つ必殺技。5人揃っていなくても使用可能。公式サイトではレジェンドバズーガと記載されている。
レジェンドブリザード
スノウジェルの氷の魔法とレジェンドフィニッシュを同時に放つ。冥府神ドレイクに使用したが、耐え切られた。
ファミリーレジェンドフィニッシュ
マジマザーを加えた6人がマジスティックとダイヤルロッドの石突部分を合わせてレジェンドフィニッシュを放つ。冥府神トードを倒した。

### マジマジン
初期メンバーが、「マージ・マジ・マジカ」の呪文で変身・巨大化（魔法大変身）した姿。基本的に人型である以外のそれぞれの形相・サイズは様々である。必殺技は、マジフェアリーが変身したマジレンボールをタウロス→マーメイド→ガルーダ→フェニックスの順にパスし、フェニックスのオーバーヘッドキックで敵にぶつけるマジンシュート。合体して、マジキングやマジドラゴンになる。
マジフェニックス
マジレッドが魔法大変身したマジマジン。名前はフェニックスだが、不死鳥ではなく人型の姿をしている。
武器・技は高熱で物体を溶断するフェニックスソード、魁のサッカー技術を活かしたジャンプ回し蹴りのフェニックススピンキック。
マジキング時とファイヤーカイザー時は胸部を構成。マジドラゴン時は変形せず、マジドラゴンの背中に乗る。
セイントカイザーへの合体時には、ユニゴルオンの光を受けて胸部・肩・脚が金色に輝く強化形態となる。セイントカイザーの胸部を構成。
- マジドラゴンに跨るシーンは、上半身はマジフェニックス、下半身は跨っているように作られたマジドラゴンに入っている。

マジガルーダ
マジイエローが魔法大変身したマジマジン。鳥人の姿をしている。
翼状の両腕ガルーダウイングは飛行以外にも、空中からチョップするガルーダアタックや突風攻撃にも使用。口からは電撃のガルーダスパークを放つ。
マジキング時・マジドラゴン時の両方で背部の翼を構成。
マジマーメイド
マジブルーが魔法大変身したマジマジン。人魚を人型にしたような姿をしており、下半身を尾ヒレに変形させることで、人魚形態になる。
武器はマーメイドスピア。背中にはマーメイドシールドを備えている。
マジキング時は両脚脛部、マジドラゴン時は尻尾を構成。
マジフェアリー
マジピンクが魔法大変身したマジマジン。妖精の姿をしており、マジマジンの中では一番小さい。
背中の翼は飛行はもちろん、フェアリーカッターとして敵を切り裂くことも可能。「マージ・ジー・マジーロ」の呪文でマジレンボールに変身する。
マジキング時は胸部中央、マジドラゴン時は頭部を構成。
マジタウロス
マジグリーンが魔法大変身したマジマジン。ミノタウロスの姿をしており、マジマジンの中では一番大きい。
斧のタウロスアックスに魔力を込めて袈裟に斬りつけるスーパー兄貴スペシャルクラッシュは巨大化した冥獣人四底王サムライ シチジューローをも倒せるほどの破壊力を持つ。
マジキング時・マジドラゴン時ともに胴体・両腕・両脚を構成。
伝説の魔竜マジドラゴン
Stage.3から登場。マジフェニックス以外の4体のマジマジンがマージ・ジルマ・ジンガの呪文で魔竜合体した巨大竜。
尻尾はタウロスアックスとマーメイドシールドで構成されたマジドラゴンテイル。口からは火炎球や火炎ビームを吐く。マジフェニックスと連携を行う際には、背中にマジフェニックスを乗せたり、フェニックスソードとマーメイドランスを合体させた槍のドラゴンランサーを使用させる。
必殺技はマジドラゴンの火炎弾をマジフェニックスがオーバーヘッドキックでシュートするマジカルドラゴンシュート。
『海賊戦隊ゴーカイジャー』ではマジレンジャーの大いなる力として姿が異なるマジドラゴンが登場した。

### 魔法特急トラベリオンエクスプレス
ヒカルが所有するマジトピアの列車。運転席がある先頭車両の蒸気機関車ヘッドトレイン、魔法の力でエネルギーを生み出す石炭車リアトレイン、4両の客車カーゴトレイン（1-4）の6両編成で構成される。燃料はマジコークス。ヒカルがマジチケットをチェックし「ゴー・ゴル・ルルド」の呪文を唱えることで出現。ヒカルが運転し、スモーキーが石炭補給係を務め、魔法で作られた別の世界「マルデヨーナ世界」や異空間への侵入が可能。ヘッドトレインからオレンジ色の光線を放つ（劇場版で使用）。

### 動物神
レジェンドマジレンジャーが巨大変身した姿。マジマジンと異なり、完全な獣型をしている。合体して、マジレジェンドになる。
マジファイヤーバード
レジェンドマジレッドがダイヤルロッドの『3』を回すことで発動する「マージ・ゴル・マジュール」の呪文で魔法大変身した姿。「大いなる赤き火の鳥」とも呼ばれ、鳥の姿をしており、大型の翼に炎を纏っている。
翼から火炎魔法弾を放つ。
マジレジェンドの背中と翼を構成。尾羽はスクリューカリバーになる。

マジライオン
レジェンドマジイエロー、ブルー、ピンク、グリーンの4人がダイヤルロッドの『4』を回すことで発動する「マージ・ジルマ・ゴル・ゴゴール」の呪文で魔獣合体した姿。「大いなる四つ色の獅子」とも呼ばれ、ライオンの姿をしており、四肢には四色のラインが施されている（右前脚：黄色、左前脚：緑、右後ろ脚：青、左後ろ脚：桃）。
両手の爪ライオンクローが武器。
マジレジェンドの胴体を構成。
- 玩具では頭部をマジキングに取り付けることが可能。

### 魔神・鉄神
魔人の王様マジキング
Stage.4から登場。マジフェニックスとマジドラゴン（5体のマジマジン）がマージ・ジルマ・マジ・ジンガの呪文で魔神合体した魔人の王。合体後の掛け声は「マジキング、ナンバーワン」。マジキングに合体すると初期メンバーの意識はチェス盤のような魔法空間に移動する。その時、5人の下半身はチェスの駒のように変化している。
マジドラゴンテイルとドラゴンランスを合体させた巨大な剣魔法剣キングカリバーをジー・マジ・ジジルの呪文で召喚。魔法陣から無数のキングカリバーを出現させて敵の動きを封じたり攻撃したりするファントムイリュージョンも用いる。折り畳んでいる背中の翼マジウイングは空中を飛行するだけでなく、マントのように翻して身を守ることも可能。
必殺技は全ての魔法力を宿らせたキングカリバーで敵を斬り裂くキングカリバー魔法斬りとStage.12で得たマージ・ジルマ・マジ・マジカの呪文でさらなる力を呼び覚まして放つキングカリバー天空魔法斬りをメイン必殺技としている。この2つ以外では、Stage.15で得たジルマ・マジ・マジュナの呪文で天空聖界から業火を降らせて敵を焼き尽くし、復活できなくするマジカルシャワー、Stage.18で得たマージ・ジルマ・ジー・ジンガの呪文でキングカリバーにマジマザーの氷のエレメントを付加したキングカリバー魔法家族斬り、Stage.29で芳香が得たジー・マジ・マジーロの呪文でキングカリバーの斬れ味を高めて、ダイヤの100倍硬い物体も斬り裂くキングカリバー魔法希望斬りも使用。
『ゴーカイジャー ゴセイジャー スーパー戦隊199ヒーロー大決戦』と『特命戦隊ゴーバスターズVS海賊戦隊ゴーカイジャー THE MOVIE』にも登場。
- 当時は魔法やファンタジーものが世間に認知されたころであったため、従来の動物戦隊とは異なり、魔法繋がりから幻獣が採用された。頭部は魔法使いの帽子となっており、キングカリバーもマジドラゴンの尻尾が長くなったことによるものである。

幻の魔神ファイヤーカイザー
Stage.9・Stage.18に登場。マジレッドを戦士として認めたバリキオンがマジフェニックスとジルマ・マージ・マジ・ジンガの呪文で友情合体した炎の魔神。
武器はバリキオンの頭部と首パーツを組み合わせた魔槍（まそう）バリランサー。
必殺技は頭部のトサカ部分に魔法の炎を纏い、辮髪のごとく振り回しながら敵を一閃するファイヤースピンブレード。
魔法鉄神トラベリオン
トラベリオンエクスプレスがゴー・ゴー・ゴルディーロの呪文により、魔法変形した魔法鉄神。マジキングらが本人たちが巨大化しているのに対し、こちらはマジシャインが操縦する。
武器は頭から蒸気を噴き出して敵を吹き飛ばすスチームバズーカと、足から2機発射される、飛行しながら魔法のレールを発生させて敵を拘束する小型列車リモートライナー。
高速で走りながら連続でパンチを放つピストンパンチという技も使う。スモーキーがパイロットを務めた時は、敵を掴んで連続蹴りを浴びせながら上昇する俺様究極奥義・猫キックを使用した。
必殺技は敵を炎で包んで開いたハッチからマジコークスが燃え盛る釜に吸い込んで蒸発させるデストラクションファイヤー。Stage.24では「ゴル・ゴル・ゴジカ」の呪文でデストラクションファイヤー逆噴射を会得。Stage.25で敵に奪われて悪用されたことがあり、この時は額から放つオレンジ色の光線と、蒸気によるバリア（マジドラゴンの炎を防いだ）を使用した。
- 玩具では脚部に収納されたリモートライナーが、マジフェニックスやウルカイザーとの合体用ジョイントとなる。

伝説合神マジレジェンド
2体の動物神がマージ・ジルマ・ゴル・ジンガジンの呪文で伝説合神（）した大地を揺るがす凄まじき魔神。ファイヤーバードの翼で作られた火の輪をマジライオンが潜り抜けると同時に合身する。また、Stage.44の対冥府神トード戦ではファイヤーバードを分離して撹乱させ、ライオンで攻撃して再合体する戦法も披露した。マジレンジャーの強化変身に合わせて、マジキングからマジレジェンドに変身することも可能。
武器はジー・ゴル・ジジルの呪文で召喚する槍スクリューカリバーと拳を爪に変形させたライオンクロー。
必殺技はスクリューカリバーから渦巻く炎を放つスクリューカリバー・ファイヤートルネード。Stage.32で得たマージ・ジルマ・ゴル・ゴジカの呪文で胸の獅子から火炎弾を連射し、最後に前方に作った火球をスクリューカリバーで飛ばすスクリューカリバーファイヤースマッシュ。
『マジレンジャーVSデカレンジャー』では宇宙空間でデカウイングキャノンを放った。
聖なる魔神セイントカイザー
セイントマジフェニックスとユニゴルオンがマージ・マジ・ジルマ・ジンガの呪文で天空合体した浄化の炎の聖なる魔神。聖なる光を炎のエレメントによって強化する。
ユニゴルオンの頭部と首を接続し、両端に異なる刃を持つ邪悪な者は触れることができない聖なる槍ホーンランサーを用いて、棒高跳びのように躍動感ある戦法を得意とする。
合同技はトラベリオンが発射したリモートライナーのレールをマジドラゴンが両足に1本ずつ引っ掛け、トラベリオンのサポートでジャンプしたカイザーがホーンランサーの両端をレールに引っ掛けて、空中ブランコのように回転するマジカルショータイム・空中ブランコから敵を蹴り飛ばすセイントエアリアルキック。
必殺技は急降下しながらホーンランサーで敵を貫くセイントホーンフィニッシュ。
テレビシリーズではStage.34に登場し、合体冥獣人キマイラを倒した。
- ファイヤーカイザーを基に、アニマルとロボの頭部が新造となっている。

### 魔神・鉄神のスペック
| 名称                     | 全高   | 全長   | 全幅             | 胸厚        | 重量        | 出力        |
| ------------------------ | ------ | ------ | ---------------- | ----------- | ----------- | ----------- |
| マジフェニックス         | 26.8 m |        | 18.3 m           | 8.4 m       | 900 t       | 500万馬力   |
| マジガルーダ             | 26.7 m | 15.3 m | 10.5 m           | 950 t       | 400万馬力   |             |
| マジマーメイド           | 26.6 m | 14 m   | 10.6 m           | 850 t       | 300万馬力   |             |
| マジフェアリー           | 15 m   | 5.8 m  | 4.3 m            | 80 t        | 100万馬力   |             |
| マジタウロス             | 36.7 m | 17.7 m | 13.6 m           | 2,120 t     | 1,000万馬力 |             |
| マジキング               | 48 m   | 29.7 m | 79.2 m（翼の幅） | 26.5 m      | 4,900 t     | 2,300万馬力 |
| マジレジェンド           | 48 m   | 31.2 m |                  | 39.6 m      | 9,400 t     | 5,000万馬力 |
| トラベリオン             | 53 m   |        | 51.7 m           | 34 m        | 9,200 t     | 4,300万馬力 |
| バリキオン               | 56.5 m | 35 m   | 21 m             |             | 3,100 t     | 1,500万馬力 |
| ウルカイザー             | 48 m   | 35.8 m | 17.2m            |             | 4,000 t     | 2,500万馬力 |
| ファイヤーカイザー       | 48 m   | 35.8 m | 18.6 m           | 2,000万馬力 | 4,000 t     |             |
| セイントカイザー         | 46 m   |        |                  | 2,500万馬力 | 4,000 t     |             |
| 名称                     | 全高   | 全長   | 全幅             | 重量        | スピード    | 出力        |
| マジドラゴン             | 39 m   | 87.6 m | 80 m（翼の幅）   | 4,000 t     |             | 1,800万馬力 |
| マジファイヤーバード     | 16.8 m | 60 m   |                  | 2100t       | 1200万馬力  |             |
| マジライオン             | 33.9 m | 52 m   | 31.2 m           | 7,300 t     | 3,800万馬力 |             |
| トラベリオンエクスプレス | 15.9 m | 200 m  | 13.1 m           | 9,200 t     | 500 km/h    | 4,300万馬力 |
| ウルケンタウロス         | 38.5 m | 47.5 m | 21 m             | 4,000 t     |             | 2,500万馬力 |

## 天空聖界マジトピアの装備・魔法
マジトピアは魔法使いにとって力の根源となる存在。自身が魔力の源であるため、地上人の魔法より強力なものが多い。

### サンジェル
プロミネンスアタック
サンジェルの技。自らの全身を光の砲弾と化して敵を貫く。Stage.38で冥府神ドレイクにダメージを与えた。
プロミネンスシャワー
サンジェルの技。体から連続光弾を放つ。冥府神ドレイクに使用。
プロミネンスドロップ
サンジェルの技。敵の後方に回って腰を抱え、そのまま空中高くに飛び上がり、プロレス技のバックドロップのように敵の頭部を大地に叩きつける。冥府神ドレイクに使用。
プロミネンスクラッシュ
サンジェルの技。デュエルポンドソードに魔力を込めて敵を一刀両断する。冥府神ドレイクの弱点である首の後ろを攻撃して大ダメージを与えた。
プロミネンスシュート
金色の光弾を放つ。Stage.48でン・マに使用したが、投げ返された。
デトネーションフレア
「ルルド・ゴジカ・ゴルディーロ」の呪文で、デュエルポンドソードから赤い光の矢を2本放つ、サンジェル最強の魔法。Stage.48でン・マに使用したが、魔法を食べられてしまった。
プロミネンスフラッシュ
サンジェルの技。全身から強力な閃光状の光線を放つ。劇場版でグルームに使用したが、あまり効果がなかった。

### ブレイジェル
粒子化の魔法
マジマザーとの巨大戦の際、マジマザーの氷の矢の影響で一時的に記憶を取り戻したウルザードが、マジマザーを斬り倒したと見せかけて、光の粒子に変化させて「魂達の花園」に転送した。Stage.44で深雪が冥府神トードに粉砕された時も、この魔法のお陰で光の粒になって助かった。
ゴール・ゴル・ゴルド
ン・マの呪縛転生を破る呪文。Stage.34で魁の父を思う気持ちに触れたウルザードが、ブレイジェルの記憶を取り戻して使用、ウルザードからブレイジェルに戻った。
ゴール・ゴル・ゴジカ
自らの力を解放する呪文。Stage.34でン・マと戦うために使用。
ルーマ・ゴル・ルジュナ
Stage.34でゴール・ゴル・ゴジカの使用直後に使用した呪文。ン・マを封印した。
ブレイジング・ストーム
炎の竜巻を吹き上げ、炎の一太刀を繰り出す必殺技。レッドと違い、呪文を唱えなくても使える。ウルザードファイヤーになってからは、「マージ・ゴル・ジー・マジカ」の呪文で強化版のブレイジングストームスラッシュが使えるようになり、冥府神ワイバーンを倒している。

### スモーキー
超巨大化
マジキングの10倍以上に巨大化したメーミィに対抗して、同じ大きさに巨大化した。
究極奥義・ネコだまし
敵の目前で手を叩いて驚かす。超巨大化した状態でメーミィに使用、敵が怯んだ隙にマジキングがスモーキーの手の間から飛び出して敵を攻撃した。
青虫召喚
魔法でたくさんの青虫を召喚する。Stage.26でマンドラ坊やにいたずらするために使用。
砂の魔法
食べ物を砂に変える。Stage.26で回転寿司を食べる6人にいたずらをした。これを見たナイとメアが、同じ魔法を使って事件を起こした。
屁
強烈なおならをする。その臭いは長時間蔓延する。上記の事件のことで6人に疑われ、怒って家出（ランプ出）する際に使用。
最終究極奥義・猫まっしぐら
四つん這いになって突進、敵めがけてジャンプして連続でキックを決める。冥獣人ハーピー ピーウィーのクチバシを折った。
飲み込み
周囲の者を一瞬で飲み込み、地中に潜る。合体冥獣人キマイラの攻撃を受けたマジシャインとルナジェルを助けるために使用。

### ルナジェル
ゴル・ルルド
異空間をつくりだす呪文。マジレンジャーたちを、「厳しさを試す」魔法空間に閉じ込めた。空間内では魔法が使えない。
ゴー・ゴジカ
2種類の効果を見せた呪文。ワンドを伸ばして攻撃する効果と、ワンドから光のロープを伸ばして敵を束縛する効果がある。
ゴル・ゴジカ
強力なエレメントパワーを発動する呪文。ワンドから三日月状光弾を放つ。
ルジュナ
バリアを張る呪文。ウルザードのドーザ・ウル・ザザードを防ごうとしたが、防ぎきれなかった。強化版の「ゴンガ・ルジュナ」は、Stage.34でメーミィの魔法を防いだ。
ゴール・ゴル・ゴジカ
天空聖者の姿に戻り、巨大化する呪文。
ゴル・ルジュナ
魔法の効果を打ち消す呪文。Stage.31で暴走を始めたレジェンドパワーを抑制した。
ルーマ・ゴンガ・ルジュナ
細菌に対する防御の呪文。冥菌獣モールドの菌に感染しないように、既に感染した蒔人以外の4人に使用。
ムーンライトサークル
巨大化したルナジェルが「ゴー・ゴル・ゴジカ」の呪文で放つ必殺技。杖を回転させて円状のエネルギーを作り出し、それをフリスビーのように飛ばす。ウルカイザーに使用したが、敵はStage.14で強化されていたために破られた。

### スノウジェル
ジルマ・ゴル・マジュール・ゴゴール
潜在能力を呼び起こす呪文。5人の真の力を解放して、レジェンドフォームになれるようにした。Stage.30で使用。
ゴール・ゴル・マジュール
赤ん坊のような姿から、戦士体に変身する呪文。Stage.41で冥府神ドレイクと戦うために使用。
ルーマ・ゴジカ
敵を凍らせる呪文。Stage.42で冥府神ドレイクを凍りつかせたが、冥府神ドレイクはすぐに氷を割って出てきた。

### マジエル
ハローミラージュ
「ゴジカ」の呪文で発動する、天空大聖者の至高魔法。ン・マが天空の神殿に攻めてきた時に使用した。ン・マに破られたかに見えたが、Final Stageで小津兄妹がその触手に襲われた際に触手を消滅させた。
粒子化の魔法
Final Stage回想シーンに登場。ン・マの攻撃で倒されたかに見えたが、その寸前に「ルジュナ」の呪文で自身を粒子化。魂の花園に避難し、そこからブレイジェル（勇）に「全員の力を合わせよ」と指示を出した。

### 共通魔法（マジトピア）
ゴジカ
エレメントパワー発動の呪文。牽制や先制攻撃などに使われる天空聖者の基本的な攻撃呪文だが、Stage.23ではヒカルが魔法辞典を手元に引き寄せるのに使用した。ルナジェルはワンドから光弾を放つ。スノウジェルは魔法で作り出した雪球で攻撃し、Stage.42で冥府神ドレイクの炎を相殺した。劇場版ではマジエルが足元にすがりついてユニゴルオンを貸すよう懇願する魁を跳ね飛ばしている。
ルルド
物質を出現させる呪文。ルナジェルが手元にワンドを召喚するのに使用。Stage.24では、ヒカルの家に代々伝わるマジトピアを作った5人の魔法使いが身につけていたというお守りの指輪を5人に与えた。
ルーマ・ゴンガ
相手の動きを止める呪文。Stage.34では勇がマジレンジャー5人に使用して足止めし、一人でン・マに立ち向かうために使用。Stage.36ではヒカルが冥府神イフリートと戦おうとする5人を止めるために使用。
ゴール・ルジュナ
瞬間移動する呪文。ルナジェルがウルザードから逃れるために変身・巨大化を解除して使用したが、逃げ切れなかった。劇場版ではヒカルが魔法部屋から去るために使用。
ゴール・ルーマ・ルジュナ
魔法陣を出現させ、別の場所に移動する呪文。Stage.34では記憶を取り戻したウルザードが使用し、自分とマジレンジャーを外に転送した。Stage.41の冥府神ドレイク戦ではスノウジェルが戦場をマルデヨーナ世界の「沈黙の雪原」に移した。Stage.48ではブレイジェルがフェイタル・ブレイド伝授のために、魁をマルデヨーナ世界に連れて行った。

## その他の呪文例
マジカ・マジカ・マジカ
マジレンジャーに助けを求める魔法110番の呪文。
小津魁 / 天空勇者魁シャイン
ゴール・ゴル・ゴルディーロ
魁がゴールドグリップフォンで魁シャインへと変身するための呪文。マジシャインとの違いはマントが無く、代わりに赤いマフラーを身につけている。
ゴル・ゴール・ゴー・ゴー
ゴールドグリップフォンでイメージを投影するための呪文。基本的に想像したものが現実化するためになんでもアリの呪文だが、調子にのって乱発するとゴールドグリップフォンが心を閉ざしてしまい魔法が使用できなくなる。

箱庭の泉の女神
マジュナ・ジー・ジー・ジー
冥獣スパイダーになってしまった魁を元に戻した呪文。シルバーマージフォンで使用。

## 地底冥府インフェルシアの装備・魔法

### ウルザード
主な魔法は闇の魔法。前述があるので省略するが、彼自身が魔法の源であるため、地上の魔法使いたちよりも高い魔力を持つ。攻撃魔法とディスペル系（解除・吸収）呪文を使用する。
ウー・ザザレ（83）
地上に魔導陣を出現させ、自分自身や自分の武器、冥獣などを地上に出現させる呪文。魔導陣で地上に送り込める力には制限があり、ハイゾビル2000人分の力を持つブランケンは召喚できない。バリキオンの召喚には上位の「ウー・ウル・ザザレ」を使用する。
Stage.33ではマジレンジャーをインフェルシアへ連行するために使用。
ドーザ・ウー・ザザレ（283）
冥界への扉を開ける呪文。Stage.6でウルカイザーの姿で使用し、マジレンジャーから奪った魔法力でブランケンを召喚したが、怒りのマジフェニックスが放った魔法力によってブランケンはインフェルシアに戻され、この呪文も封じられた。
ウーザ・ウジュラ（19）
インフェルシアに帰還する呪文。
ウーザ・ドーザ・ウジュラ（129）
戦場を外に移す空間転移魔法。Stage.18でマジレッドと戦うために使用。
ウーザ・ウル・ウガロ（107）
巨大化する呪文。
ドーザ・ウザーラ（26）
倒された冥獣を復活させる。ただし冥獣一体に付き一度しか効果がない。
ドーザ・ウル・ウガロ（207）
冥獣を巨大化させる呪文。大抵は冥獣を復活させた直後に使用されることが多い。
遠感魔法
Stage.6で初使用。「ウーザ・ドーザ・ザザレ」の呪文で使用する一種のテレパシーで、天空聖者には聞き取れるが、マジレンジャーではマジレッドにしか聞き取れない。
ドーザ・ウル・ザザード（204）
ジャガンシールドの瞳からオオカミを象った衝撃波を発生させる、ウルザードの得意技。ウルケンタウロスおよびウルカイザーの状態で使用することも多い。
ザザード（4）
ジャガンシールドから光線を発射する呪文。
ドーザ・ウル・ウジュラ（209）
相手の魔法力を奪う呪文。Stage.6でウルカイザーの姿で使用、マジマジンたちからマジキングになる合体魔法力を奪い取り、ブランケンの召喚に使用した。
ザンガ（5）
奪った魔法力を体内に吸収する呪文。マジレンジャーから奪った魔神合体の魔法力を体内に隠し持った。
ウーザ・ウガロ・ウル・ウガロ（1707）
闇の力を増幅する呪文だが、使用中は何もできなくなる。Stage.12でマジレンジャーに敗れた後、再挑戦に備えて自らを強化するためにStage.14で使用。
ウザーラ・ウガロ（67）
潜在能力を引き出して、五感や身体能力全てをパワーアップさせる呪文。Stage.16でバンキュリアに使用。
ウー・ウー・ザザレ（883）
相手の呪文を解除する呪文。Stage.18で自分の命に防御魔法をかけたルナジェルの魔法を解除しようとしたが、魁の乱入によって中断された。
暗黒魔導斬り
「ウル・ウガロ」の呪文で剣に闇の力を増幅させ、×字状に斬り裂く。Stage.18で使用。『魔法戦隊マジレンジャーVSデカレンジャー』では、対峙したデカマスターの必殺技ベガスラッシュと同じモーションの、ウルサーベルを一回転させ相手に突撃しながら斬りつける技になっていた。
ウル・ザザード・ザンガ（045）
暗黒の竜巻を発生させる呪文。
ウー・ウジュラ（89）
自分の体内から魔法力を抜き取る呪文。Stage.26でメーミィに命じられて使用、魔法力を渡した。メーミィはこの魔法力を練成して2つのウーザフォンを作った。
ドーザ・ウジュラ（29）
バリアを張る呪文。Stage.32でブルーとピンクのレジェンドスプラッシュストームを防いだ。
ザンガ・ウル・ウジュラ（509）
相手にかけられている呪いなどを自分の方へ吸収する。Stage.32でウルカイザーの姿で使用、メーミィの乱入によってマジレジェンドに取り付いた冥菌獣ハイモールドを吸い取った。この影響によりウルザードは本来の記憶を取り戻した。
ジャガンシールド
ン・マから与えられた盾。ン・マの左目が埋め込まれている。ウルザードファイヤーになった後は色が紫から赤に変わった。
ウルサーベル
ン・マから与えられた剣。Stage.18でマジレッドに折られたため、それ以降は戦死したブランケンが遺した、ン・マの牙から作られた底皇剣ヘルファングを練成して作った新しいウルサーベルを使用している。ジャガンシールドと同じく、ウルザードファイヤーになった後も引き続き使っている。
魔導ケータイ ウーザフォン
Stage.26から登場。メーミィがウルザードから差し出させた魔法力を練成して2つ作り出した、紫色をしたマージフォンに似た魔導アイテム。ナイとメアに1つずつ与えたため、厳密にはウルザードの装備ではない。使用する際、ウルザードの声が発声される。これを使えば、バンキュリアもウルザードの魔法を発動可能。だがマジレンジャーがレジェンドパワーを得たことをきっかけに、Stage.32でウルザードに回収された。
Final Stageで、ナイ、メアが小津家メンバーと話した際にも、同じ外観のものが使用された。

ウルケンタウロス
Stage.1から登場。巨大ウルザードと魔導馬バリキオンがウーザ・ドーザ・ザンガ（125）の呪文で魔導合体したケンタウロス。
素早いスピードを活かした衝撃波や突進などの戦法を得意とし、地上はもちろんのこと空中を自在に駆けることが可能。上半身であるウルザード本体は即座に分離可能で、敵の攻撃を回避する手段としても応用が利く。
武器はバリキオンの顔と首を組み合わせたバリランサーとジャガンシールド。
- 下半身にいる村岡弘之が上半身の日下秀昭の腰を掴むという歌舞伎の馬方式となっている。

闇の覇王ウルカイザー
Stage.6から登場。巨大ウルザードと魔導馬バリキオンがウーザ・ドーザ・ウル・ザンガ（1205）の呪文で魔神合体した闇の覇王。
武器はバリキオンの首と尾を接続したバリジャベリン。ジャガンシールドは邪眼が開いた状態で胸に装着される。ウル・ザザード・ザンガ（045）の呪文で暗黒の竜巻を起こし、黒い縄で敵を拘束する魔法も使用。
必殺技はバリジャベリンを回転させて魔導陣を描き、そのまま魔導陣ごと敵を切り裂くバリジャベリン魔導斬り。その威力はキングカリバー魔法斬りよりも強力で、正しい心を持つ者の生気を吸い取る。ウーザ・ドーザ・ウル・ウガロ（1207）の呪文で魔力をジャベリンに集めて放つ強化版のバリジャベリン暗黒魔導斬りも使用。
ウルザードが正義の戦士になってからは、合体呪文はゴール・ルーマ・ゴル・ゴンガになり、合体・必殺技の際に現れる魔導陣が金色に輝く物に変化。戦闘力も二極神である冥府神スレイプニルを圧倒するほどに上昇しており、必殺技は魔導斬りと同様の天空魔槍斬り（）になった。

### メーミィ
元々はマジイエローと同じ雷の属性を持つ天空聖者ライジェル。自らが魔法の源であるため、高い魔力を持つ。使用する魔法は黒の魔法と本来持っていた雷の魔法。後半から禁忌魔法も使用した。
メーザ・ザザレ
Stage.19でン・マの力を借り、ミイラ状態から復活する際に使用した呪文。
ドーザ・メザーラ
相手の姿を思い通りに変化させる呪文。Stage.19で自分の力を誇示するために、ナイとメアの体をムカデに変えた。「メジュラ」の呪文で元に戻る。
瞬間移動
瞬間移動で敵を翻弄する。Stage.19で使用。
ザザード
扇から光弾を放つ呪文。Stage.19で使用。
メガロ
爆発や炎を起こす呪文。Stage.19とStage.25で使用。強化版の「メル・メガロ」はマジレッドのレッドファイヤーフェニックスを破る威力があり、Stage.19とStage.33で使用。
メー・メジュラ
相手の呪文を無効化する呪文。Stage.19でマジグリーンが放った蔦を枯らした。
メー・メガロ
エレメントパワーを操る呪文。マジグリーンの蔦を上記のメー・メジュラで枯らした後、逆にグリーンを蔦で絡め取った。また、マジブルーのブルースプラッシュを水竜巻で跳ね返した。
メーザ・メザーラ
変身の呪文。Stage.19でマジピンクのピンクストームに対抗してより大きな扇風機に変身し、風力で押し返した。
ザザレ
黒い稲妻を放つ呪文。Stage.19で使用、マジイエローのジジルの雷を扇で受け止め、この呪文で反撃した。
メーザ・メル・メガロ
自ら巨大化する呪文。マジキングの10倍以上の大きさにもなれるが、体に負担がかかる。
ドーザ・メル・ザザード
扇から放つ攻撃呪文。黒い雷やムカデ状の光弾を放つ。前者はStage.19と『轟轟戦隊ボウケンジャーVSスーパー戦隊』で、後者はStage.25で使用。簡易版の「メル・ザザード」はStage.33で使用。
メーザ・メジュラ
インフェルシアに帰還する呪文。
ドーザ・メー・メジュラ
かつてブレイジェルに封印された冥獣人を解放する呪文。冥獣人四底王を復活させる際には、強化版の「ドーザ・メル・メー・メジュラ」を使用した。
メル
闇のアイテムを召喚する呪文。冥獣人グレムリン ガリムに与える、禍好みのペンを出現させた。
メー・ザザレ
転送の呪文。主に冥獣人を地上に転送するために使用されるが、自分の元に相手や物体を召喚することも可能。地上にいる相手をマルデヨーナ世界に連れて行くことも可能で、この場合は、魔導陣が出現してメーミィの巨大な手が相手を掴んで引きずり込む形となる。
メー・メル・ザザレ
マルデヨーナ世界を発生させる。
消滅の呪文
Stage.20でセリフにのみ登場した呪文。冥獣人グレムリン ガリムが禍好みのペンで地上に巨大な魔導陣を描き、完成したらその中にいる人間をメーミィの呪文で消滅させる予定だったが、マジレンジャーに阻止された。
ドーザ・メル・メガロ
冥獣人を巨大化させる呪文。
メー・メザーラ
錬成の呪文。ウルザードに差し出させた魔法力から2つのウーザフォンを作り出した。
メガロ・メザーラ・メル・ドーザ
若返りの呪文。冥獣人コボルト ブルラテスを若返らせた。また、若返らせた者の魂を自由に操る能力ももつ。
ドーザ・メル・メジュラ
魔力を吸収する呪文。Stage.33での巨大戦で、トラベリオンのデストラクションファイヤー逆噴射を杖で受け止めながら使用、トラベリオンの魔力を奪い取った。捕らえたマジレンジャーたちからレジェンドパワーを奪う際には強化版の「ドーザ・メル・メル・メジュラ」を使用した。
メガロ・ザンガ・メル・ドーザ
命を操る禁断の魔法。かつてブレイジェルが封印した冥獣や冥獣人たちの魂を復活させ、合体させて合体冥獣人キマイラを作り出した。ただし、莫大な魔法力を必要とするため、この時は上記の呪文によって奪ったトラベリオンの魔法力を使った。

### ナイ・メア
正式な契約を交わしていないがメーミィが取り出したウルザードの魔法力を分割使用する。ウルザードの呪文と補助魔法をいくつか使用した。
ドーザ・ウル・ザザード（204）
ウルザードのものと同じ。ウーザフォンから、ケルベロスを象った衝撃波を発生させる。
ウル・ウガロ（07）
ウルザードが暗黒魔導斬りを発動する呪文と同じだが、こちらは衝撃波を放つ。Stage.26、Stage.28でバンキュリアがウーザフォンで使用。
ザザレ（3）
Stage.27でバンキュリアがウーザフォンで使用した呪文。冥獣人サムライ シチジューローの瓢箪を酒で満たした。
ウザーラ（6）
Stage.26でナイがウーザフォンで使用した呪文。いたずらでメアを一時的にムカデに変えた。『VSデカレンジャー』では、自分たちの服装とジャスミン、ウメコのS.P.Dの制服を交換した。
復活練成術
ドーザ・ウル・ウガロ（207）
いずれもウルザードのものと同じ。ウーザフォンで使用。

## 魔法解析
本作品に登場する魔法は基本的に10の言葉に分類され、単独またはそれらの最大4つの組み合わせにより1つの魔法となって発動する。
- 呪文設定を担当した三条陸は、塚田からのカッコいい呪文ではなくその言葉だけでキャラクターを想起できるわかりやすいものをという要望に基づき、前々作『爆竜戦隊アバレンジャー』のエンディングテーマ「We are the ONE 〜僕らはひとつ〜」の「アバ」を連呼する歌詞や、前作『特捜戦隊デカレンジャー』のエンディングテーマ「ミッドナイト デカレンジャー」の「デカ」を連呼する歌詞に倣い、「マジマジ」というフレーズを提案したと述べている[95][96]。

| 番号 | 意味             | マジレンジャー | 天空聖者     | ウルザード | メーミィ |
| ---- | ---------------- | -------------- | ------------ | ---------- | -------- |
| 1    | 自身             | マージ         | ゴール       | ウーザ     | メーザ   |
| 2    | 他者・物体       | ジルマ         | ルーマ       | ドーザ     | ドーザ   |
| 3    | 召還             | ジジル         | ルルド       | ザザレ     | ザザレ   |
| 4    | 解除             | マジーネ       | ゴルド       | ザザード   | ザザード |
| 5    | 合成             | ジンガ         | ゴンガ       | ザンガ     | ザンガ   |
| 6    | 変化             | マジーロ       | ゴルディーロ | ウザーラ   | メザーラ |
| 7    | 強化             | マジカ         | ゴジカ       | ウガロ     | メガロ   |
| 8    | エレメントパワー | ジー           | ゴー         | ウー       | メー     |
| 9    | 消失・移動       | マジュナ       | ルジュナ     | ウジュラ   | メジュラ |
| 0    | 魔法力増強       | マジ           | ゴル         | ウル       | メル     |

レジェンドマジレンジャーの魔法
レジェンドマジレンジャーは通常の呪文と天空聖者の呪文の他に原始の魔法を操る。
「マジボルト（原初のエレメントパワー）」「マジュール」「ゴゴール」「ジンガジン（合成の強化版）」「マジェンド」